# Квантове самогубство
Квантове самогубство — уявний експеримент в  квантовій механіці, який запропонували незалежно один від одного Ханс Моравек у 1987 і  Бруно Маршал у 1988 році. В 1998 році був розширений Максом Тегмарком. Цей уявний експеримент, будучи модифікацією уявного експерименту з котом Шредінгера, наочно показує різницю між двома  інтерпретаціями квантової механіки:  копенгагенською інтерпретацією та  багатосвітовою інтерпретацією Еверетта. Фактично експеримент являє собою експеримент з котом Шредінгера з точки зору кота.
У запропонованому експерименті на учасника направлено рушницю, яка стріляє або не стріляє, залежно від розпаду якого-небудь радіоактивного атома. Ймовірність того, що в результаті експерименту рушниця вистрілить і учасник помре, становить 50%. Якщо копенгагенська інтерпретація правильна, то рушниця врешті-решт вистрілить, і учасник помре. Якщо ж правильна багатосвітова інтерпретація Еверетта, то в результаті кожного проведеного експерименту всесвіт розщеплюється на два всесвіти, в одному з яких учасник залишається живий, а в іншому гине. У світах, де учасник вмирає, він перестає існувати. І навпаки, з точки зору учасника, що вижив, експеримент триватиме, не приводячи до зникнення учасника. Це відбувається тому, що в будь-якому відгалуженні учасник здатний спостерігати результат експерименту лише в тому світі, в якому він виживає. І якщо багатосвітова інтерпретація правильна, то учасник може помітити, що він ніколи не загине в ході експерименту.
На жаль, учасник ніколи не зможе розповісти про ці результати, оскільки з точки зору стороннього спостерігача, ймовірність результату експерименту буде однаковою і в багатосвітовій, і в копенгагенській інтерпретаціях.
Один з різновидів цього уявного експерименту носить назву «квантове безсмертя». У цьому парадоксальному експерименті передбачається, що якщо багатосвітова інтерпретація квантової механіки правильна, то спостерігач може взагалі ніколи не припинити існування.

## У фантастиці
- Цією ідеєю скористався Грег Іган у своєму романі «Місто перестановок». Герой роману, вмираючи, постійно опинявся в іншому світі, де факт його виживання пояснювався неправдоподібним збігом обставин.

- Також цю ідею використав  Ларрі Нівен в оповіданні «Всі міріади шляхів», що входить до однойменної збірки.

- Крім того, прикладами є оповідання  Роберта Чарльза Вілсона «Поділений на нескінченність», роман  Дена Сіммонса «Блаженний», роман Роберта Гайнлайна «Двері в літо».

- Подібний принцип використовується і в романі  Сергія Лук'яненка «Чистовик».